# Matt Mitchell (componist)
Matthew Mitchell (19 juli 1975) is een Amerikaanse jazzpianist en -componist. Hij maakt ook deel uit van de faculteit van het in New York gevestigde Center for Improvisational Music.

## Biografie
Mitchell werd geboren op 19 juli 1975. Hij groeide op in Exton (Pennsylvania). Hij speelde voor het eerst piano op 6-jarige leeftijd en componeerde vanaf 10-jarige leeftijd. Hij had lessen jazz en theorie aan een universiteit op 12-jarige leeftijd. In dit stadium werd hij beïnvloed door de pianisten Keith Jarrett en Herbie Hancock.
Mitchell studeerde drie jaar aan de Indiana University en vervolgens, eind jaren 1990, voltooide hij een masteropleiding aan de Eastman School of Music en vestigde zich in New York. In 1999 nam hij contact op met saxofonist Tim Berne voor een aantal van zijn partituren, maar onderhield op dat moment geen verder contact. Mitchell had verschillende banen in New York, maar koos ervoor terug te keren naar Philadelphia. Vervolgens werkte hij negen jaar in een bibliotheek van The University of the Arts, voordat hij vertrok toen hij te veel optredens had om in te passen.
In 2011 had Mitchell het sextet Central Chain. In 2012 introduceerde Mitchell een nieuw trio, met Chris Tordini op bas en Dan Weiss op drums. Begin 2010 maakte Mitchell ook deel uit van Berne's Snakeoil-band, en  John Hollenbeck 's Large Ensemble en Claudia Quintet. Mitchell kreeg in 2012 een Pew Fellowship in the Arts.
In 2014 trad Mitchell toe tot de band van Rudresh Mahanthappa en nam hij later dat jaar op met de saxofonist.
Mitchell heeft verschillende collecties etudes geschreven en gepubliceerd. Zijn publicatie A Pouting Grimace uit 2017 is een 10-delige suite, geëxtrapoleerd vanuit een herinneringen oproepende verleidster, die doet denken aan Roscoe Mitchells stuk Nonaah uit 1977.
Mitchell wordt beschreven als een kameleon, in staat om totaal verschillende muzikale imago's aan te nemen vanuit snelle reeksen situaties.
Een New York Times recensent merkte op dat Mitchell zijn richtlijnen heeft als improvisator, evenals Paul Bley en Andrew Hill, pioniers van koppig evenwicht en zelfbeheersing. Mitchells spel reflecteert een grondig begrip van zijn voorgangers, maar blijft krachtig en opmerkelijk: Mitchell is bijzonder, omdat hij begrip van misschien wel vier verschillende en kritische jazzpianotradities combineert in impressionistische textuur van Bill Evans/Herbie Hancock, de gulzige maar dynamische benadering van Cecil Taylor/Don Pullen, de ritmische haast van Bud Powell en de troost met de abstracte melodische logica van Paul Bley. Klinkt Mitchell daarom schizofreen of afgeleid? Nee - hij klinkt keer op keer als zichzelf: de meest complete en goed geïntegreerde improviserende pianist van de afgelopen 15 jaar.

## Discografie
Een asterisk (*) geeft het jaar van uitgave aan.

### Als leader/co-leader
| Jaar van uitgave | Titel                           | Label    | Personeel/Opmerkingen |
| ---------------- | ------------------------------- | -------- | --- |
| 2000             | Adenium (v. 1)                  | Scrapple | Als Kaktus; trio, met Aaron Meicht (trompet), Lars Halle (drums) |
| 2000             | Adenium (v. 2)                  | Scrapple | Als Kaktus; trio, met Aaron Meicht (trompet), Lars Halle (drums) |
| 2001             | Sharing the Dry                 | Scrapple | Als Kaktus; trio, met Aaron Meicht (trompet), Lars Halle (drums) |
| 2002             | Feigner                         | Scrapple | Als Feigner; trio, met Aaron Meicht (trompet, electronics), Brendan Dougherty (drums, electronics) |
| 2004             | Laughter only Feigned Reproach  | Scrapple | Als Feigner; trio, met Aaron Meicht en Brendan Dougherty (electronics) |
| 2005             | Vapor Squint, Antique Chromatic | Scrapple | Solo |
| 2013*            | Fiction                         | Pi       | Duo, met Ches Smith (drums) |
| 2015*            | Vista Accumulation              | Pi       | Kwartet, met Chris Speed (tenorsax, klarinet), Christopher Tordini (bas), Dan Weiss (drums) |
| 2017*            | Førage                          | Screwgun | Solo |
| 2017*            | A Pouting Grimace               | Pi       | Met Scott Robinson (bassax, contrabass, klarinet), Jon Irabagon (sopraansax, sopraninosax), Ben Kono (hobo, Engelse hoorn), Sara Schoenbeck (fagot), Anna Webber (fluit), Katie Andrews (harp), Patricia Brennan (vibrafoon, marimba), Ches Smith (vibrafoon, klokkenspel, marimba, timpani, percussie), Dan Weiss (tabla), Kim Cass (contrabas), Kate Gentile (drums, percussie) |
| 2018*            | Angel Dusk                      | Screwgun | Duo, met Tim Berne (altsax) |
| 2019*            | Phalanx Ambassadors             | Pi       | Met Miles Okazaki (gitaar), Patricia Brennan (vibrafoon, marimba), Kim Cass (contrabas), Kate Gentile (drums, percussie) |

### Als sideman
| Jaar van uitgave     | Leader                      | Titel                                    | Label                  |
| -------------------- | --------------------------- | ---------------------------------------- | ---------------------- |
| 2003*                | Thinking Plague             | A History of Madness                     | Cuneiform              |
| 2006*                | Ralph Alessi                | Anastomosi                               | Abeat                  |
| 2011*                | The Claudia Quintet         | What Is the Beautiful?                   | Cuneiform              |
| 2011                 | Tim Berne                   | Snakeoil                                 | ECM                    |
| 2012*                | Michael Attias              | Spun Tree                                | Clean Feed Records     |
| 2012*                | Darius Jones                | Book of Mæ'bul (Another Kind of Sunrise) | AUM Fidelity           |
| 2012*                | Mike Lorenz                 | Of the Woods                             | Mike Lorenz Music      |
| 2012                 | Dave Douglas                | Be Still                                 | Greenleaf Music        |
| 2013                 | Tim Berne                   | Shadow Man                               | ECM                    |
| 2013                 | Dave Douglas                | Time Travel                              | Greenleaf Music        |
| 2014*                | Dan Weiss                   | Fourteen                                 | Pi                     |
| 2014*                | Anna Webber                 | Simple                                   | Skirl                  |
| 2014                 | Rudresh Mahanthappa         | Bird Calls                               | ACT                    |
| 2015                 | Mario Pavone                | Blue Dialect                             | Clean Feed Records     |
| 2015*                | Dave Douglas                | Brazen Heart                             | Greenleaf Music        |
| 2015*                | Dave Douglas                | Brazen Heart – Live at Jazz Standard     | Greenleaf Music        |
| 2015                 | Tim Berne                   | You've Been Watching Me                  | ECM                    |
| 2015*                | Tineke Postma and Greg Osby | Sonic Halo                               | Challenge              |
| 2016*                | Quinsin Nachoff             | Flux                                     | Mythology              |
| 2016                 | Sebastian Noelle            | Shelter                                  | Fresh Sound New Talent |
| 2017                 | Steve Coleman               | Morphogenesis                            | Pi                     |
| 2017*                | Mario Pavone                | Chrome                                   | Playscape              |
| 2017                 | Jonathan Finlayson          | Moving Still                             | Pi                     |
| 2017                 | Tim Berne                   | Incidentals                              | ECM                    |
| 2017 (released 2018) | John Hollenbeck             | All Can Work                             | New Amsterdam          |
| 2017                 | Yuriy Galkin                | ...For Its Beauty Alone                  |                        |
| 2018*                | Dan Weiss                   | Starebaby                                | Pi                     |
| 2018                 | Jonathan Finlayson          | 3 Times Round                            | Pi                     |
| 2018*                | Quinsin Nachoff             | Path of Totality                         | Whirlwind              |

- Bibsys: 1498562806296
- Bibliothèque nationale de France: cb16602959n (data)
- Gemeinsame Normdatei: 1021200999
- International Standard Name Identifier: 0000 0003 6753 1044
- Library of Congress Control Number: no2012042809
- MusicBrainz: 8c4aeb3b-d52b-4233-86c9-67a85fd4b7db
- Réseau des bibliothèques de Suisse occidentale: 02-A003599200
- Système universitaire de documentation: 162484062
- Virtual International Authority File: 232630541
- WorldCat: E39PBJB4h4DGfmxYdddMq7rXh3